# Снерски пингвин
Снерски пингвин (лат. Eudyptes robustus) је пингвин који живи на Новом Зеланду.

## Физичке особине
Снерски пингвини су пингвини средње величине, за жутом ћубом, висине око 40 cm и тежине око 3 kg. Горњи дио тијела му је плаве боје која се прелијева у црну, а доњи дио тијела је бијеле боје. Има јаркожуте обрве. Такође, у коријену црвено-смеђег кљуна му се види ружичаста кожа.

## Распрострањеност
Гнијезде се искључиво на Снерским острвима, јужно од Јужног острва, што представља површину од око 341 хектара.
Живе обично у великим колонијама (до 1500 гнијезда) под окриљем шумарака или, рјеђе, на отвореном. Главне колоније су смјештене на острву Бротон и у каменитом Западном ланцу.

## Исхрана
Хране се углавном крилом (око 60% исхране), лигњама (око 20%) и рибом (око 20%).

## Угроженост
Иако снерски пингвини тренутно ничим нису угрожени, они су окарактерисани као „рањива“ врста, јер се размножавају само у оквиру мале групе острва. По бројању из 2000. године их је било око 30.000 парова. Снерска острва су једина преостала новозеландска острва потпуно поштеђена од нових сисара грабљиваца и ако би се такво нешто десило то би највјероватније било погубно за снерске пингвине као врсту. То је резултовало потпуним забрањивањем приступа Снерским острвима. Једино је могуће приближити им се са морске стране специјалним туристичким крстарицама.